# Warren County (Illinois)
Warren County is een county in de Amerikaanse staat Illinois.
De county heeft een landoppervlakte van 1.405 km² en telt 18.735 inwoners (volkstelling 2000). De hoofdplaats is Monmouth.